# Photocopieur
Pour les articles homonymes, voir Copieur.
Ne doit pas être confondu avec Multicopieur ou Duplicopieur.

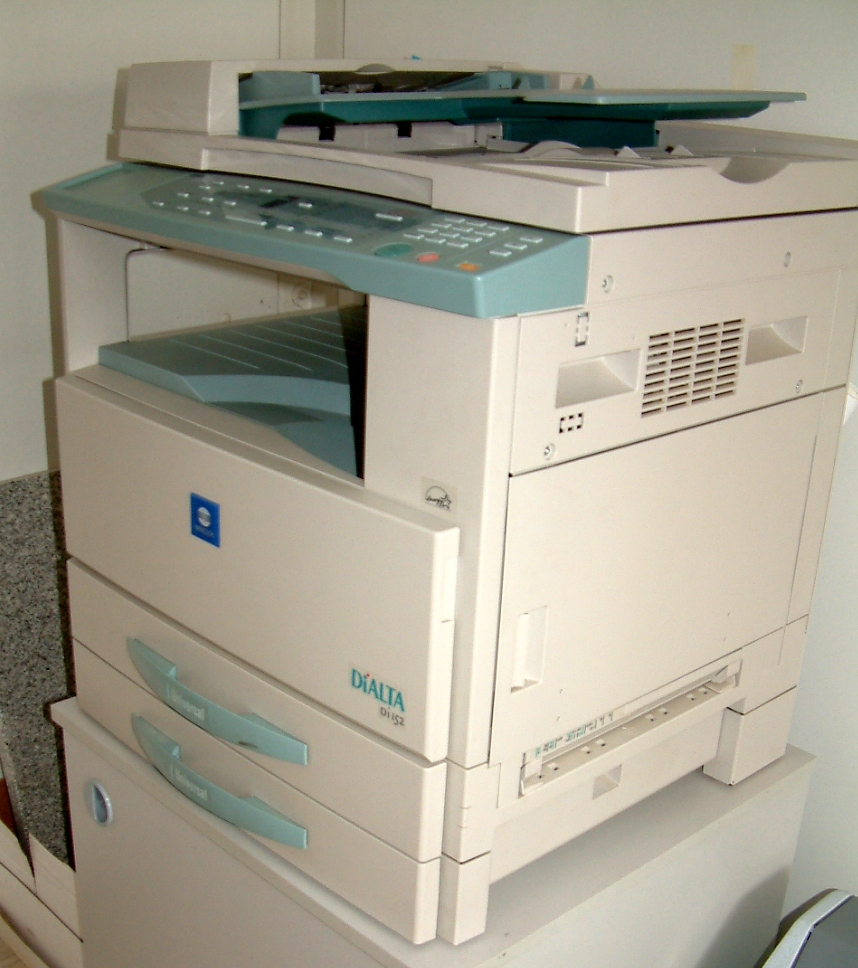
Un copieur moderne (2005).

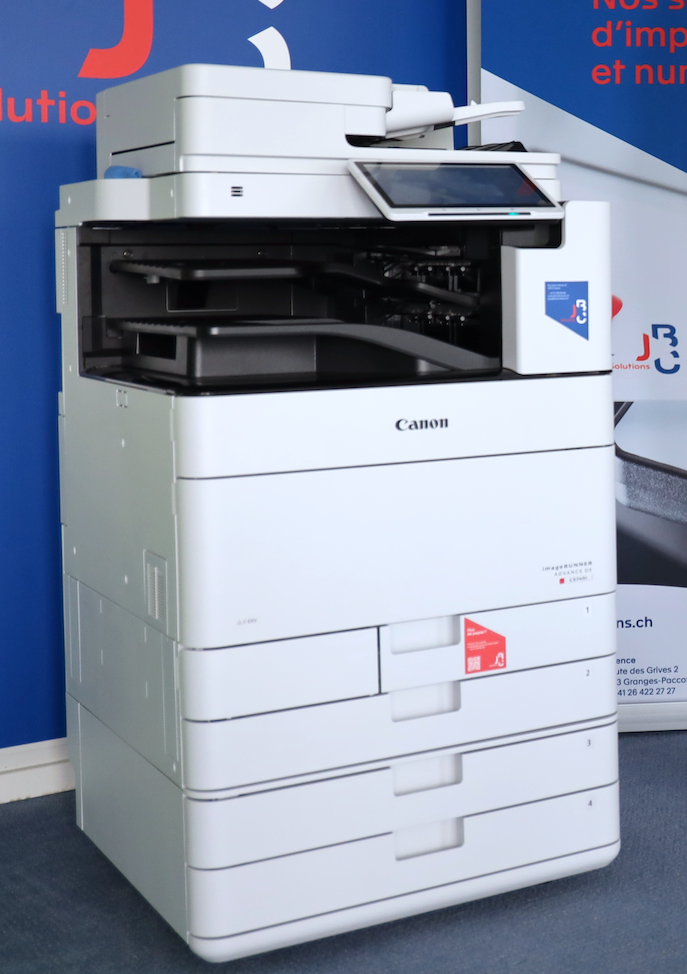
Photocopieur A4-A3 de dernière génération (2020).

Un photocopieur, parfois abrégé en copieur, ou une photocopieuse, est un appareil de reprographie permettant de reproduire un document rapidement et à faible coût lorsque le nombre d'exemplaires à reproduire est relativement peu élevé.

## Principe de fonctionnement
L'immense majorité des photocopieurs utilisent le procédé xérographique. Cette technologie analogique de duplication dite « sèche » utilise des charges électrostatiques sur un photorécepteur pour attirer puis transférer des particules de toner (encre en poudre) sur du papier afin de former une image. La chaleur, la pression ou une combinaison des deux (fusion) est ensuite utilisée pour fixer le toner sur du papier.

Schéma du procédé de xérographie.

Le photocopieur est constitué d'un cylindre métallique nommé tambour ou photoconducteur, recouvert d'une couche de matériau semi-conducteur, du sélénium à l'origine. Ce semi-conducteur a la particularité d'être électriquement résistant à l'état normal mais de devenir conducteur quand il est éclairé.
La première opération consiste à charger positivement la couche de semi-conducteur en électricité statique. Ensuite l'image à reproduire est projetée via un objectif et des miroirs sur le tambour photosensible. Les zones claires de cette image rendent la surface semi-conductrice électriquement neutre en permettant aux charges de se disperser, ces zones ne sont donc plus chargées électriquement. L'étape suivante consiste à appliquer le toner : une poudre très fine de carbone noir chargée négativement en électricité. Celle-ci ne va adhérer au tambour que sur les zones chargées positivement (zones sombres de l'image). On fait ensuite passer une feuille de papier contre le tambour. On inverse la charge électrique de la feuille pour permettre aux particules de carbone d'adhérer aux fibres du papier. Puis la feuille est chauffée pour fixer définitivement la poudre de carbone qui fond et s'incruste dans les fibres du papier.
Pour résumer :
1. Chargement électrique du tambour ;
2. Exposition du tambour à l'image lumineuse ;
3. Transfert du toner sur les zones du tambour non exposées ;
4. Transfert du toner depuis le tambour sur le papier ;
5. Fixation du toner… Le tambour est nettoyé en préparation à la copie suivante.

Les imprimantes laser et copieurs numériques utilisent le même principe, mais inversé. Le toner est dans ce cas attiré par les parties du tambour qui ont été éclairées par un faisceau laser dont la puissance varie en fonction de l'intensité de chaque pixel.
Pour les photocopieurs couleur en quadrichromie, le principe est le même que pour le N&B, sauf que la feuille est soumise à quatre dépôts d'encre (Cyan, Magenta, Jaune & Noir - CMJN). Pour ce faire, il y a deux techniques : soit le toner est directement déposé sur la feuille et nécessite donc que la feuille passe devant quatre tambours ; soit la totalité de l’image est d’abord déposée sur un intermédiaire appelé toile de transfert, puis sur la feuille de papier. Les deux méthodes fonctionnent bien ; cependant, la première est délicate à mettre en œuvre, car elle nécessite beaucoup de synchronisation et n'est réellement efficace qu'à faible vitesse ; la seconde rajoute une pièce d’usure (la toile de transfert), ce qui augmente théoriquement le risque de pannes. Depuis le début des années 2000, presque tous les copieurs couleur fonctionnent avec une toile de transfert, dont la durée de vie est très longue. Le principe de l’exposition de la feuille aux quatre tambours se trouve sur des copieurs de technologie ancienne, mais il est encore utilisé pour imprimer du papier de fort grammage et aussi pour obtenir une image de très bonne qualité.

## Histoire
En 1938, l'Américain Chester Carlson dépose le premier brevet pour un procédé d'« électrophotographie ». Il ne réussit pas à le vendre avant 1947, lorsqu'une petite société de New York, Haloid Corporation, décide de s'y intéresser. Elle renomme le procédé « xérographie », dépose le nom Xerox en 1948 et en prend finalement la dénomination pour devenir Xerox Corporation. Elle commercialise le premier copieur xérographique (le 914) entièrement automatisé en 1959, après quatorze ans de développement. À l'échéance du brevet d'invention, au début des années 1970, Xerox était devenue une multinationale détenant 95 % du marché des « duplicateurs ».
Le principe général de l'électrophotographie semble cependant avoir été découvert par le physicien Jean-Jacques Trillat en 1935. Il le présenta à la société Kodak, qui déclara l'invention sans avenir commercial. Un article décrivant le principe général aurait été publié la même année dans un numéro de la revue Science & vie.

### Évolution au sein des entreprises
Dans les entreprises françaises, la tendance est de remplacer les points d'impressions personnels (imprimante à jet d'encre ou laser) par une plateforme d'impression bureautique multifonction permettant de copier, imprimer, scanner et faxer les documents. Le but de ce changement est de réduire les charges liés à l'achat des consommables pour les imprimantes.
Le copieur devient alors un élément du réseau informatique géré par l'administrateur réseau de l'entreprise ou par un prestataire externe en mesure de mettre en œuvre ce genre de solutions complexes.
Ces nouvelles machines sont des multicopieurs capables de copier des documents vers différentes destinations sous forme physique, comme le papier, ou sous forme dématérialisée comme un message électronique.

## Principaux fabricants de photocopieurs
- Brother
- Canon (Océ)
- Dell
- Epson
- HP
- Konica Minolta (Develop)
- Kyocera Mita (Triumph-Adler)
- Lexmark
- Oki
- Olivetti
- Ricoh (Rex Rotary)
- Samsung
- Sharp
- Toshiba
- Xerox